# Castells i Planas de Cardedeu
Castells i Planas de Cardedeu és un taller de construccions escenogràfiques situat a prop de Cardedeu, des d'on els germans Jordi i Josep Castells i Planas i part dels seus descendents han creat des de 1980 escenografies per a companyies teatrals com Comediants, La Cubana, Dagoll Dagom o La Fura dels Baus. També han treballat per al cinema, la televisió i la publicitat. El 2015 aquesta entitat va rebre la Creu de Sant Jordi "per la creativitat i l'ofici demostrats durant més de tres dècades i la seva contribució valuosa a la cultura.

## Història
El seu pare, Pepe Castells, era la tercera generació de pintors de parets de Cardedeu i també participava en un grup de teatre local, fent-los els decorats. En Jordi i en Josep, de ben petits, l'ajudaven amb els escenaris amb innovacions en la posada en escena als Pastorets o a d'altres representacions. El fet de créixer entre bambolines, pinzells i pots de pintura va fer que decidissin estudiar a l'escola Massana de Barcelona. Allà se'ls van obrir les portes al teatre ja que eren molt a prop del Teatre Romea i el Teatre Poliorama.
L'any 1978 van fer el disseny gràfic del cartell d'Antaviana, de Dagoll Dagom, en el que seria el seu primer treball professional. El 1981 van fer el cartell d’Orquesta de señoritas per a Ángel Pavlovsky, el 1984, el cartell per a l'espectacle Ño de Pepe Rubianes, i el 1988 el de Mar i cel, de Dagoll Dagom.
També han creat escenografies cinematogràfiques, com a L'orfenat de Juan Antonio Bayona o El perfum de Tom Tykwer i han treballat en sèries a Portugal, Alemanya, Itàlia, Gran Bretanya, França o la Xina.
L'any 2015, després de trenta-cinc anys de professió, els germans Castells es van jubilar i les filles d'en Jordi, Marta i Núria, en van agafar el relleu.